# Histoire des prisons
 (mai 2023).
La mise en forme du texte ne suit pas les recommandations de Wikipédia : il faut le « wikifier ».
Les points d'amélioration suivants sont les cas les plus fréquents. Le détail des points à revoir est peut-être précisé sur la page de discussion.
- Les titres sont pré-formatés par le logiciel. Ils ne sont ni en capitales, ni en gras.
- Le texte ne doit pas être écrit en capitales (les noms de famille non plus), ni en gras, ni en italique, ni en « petit »…
- Le gras n'est utilisé que pour surligner le titre de l'article dans l'introduction, une seule fois.
- L'italique est rarement utilisé : mots en langue étrangère, titres d'œuvres, noms de bateaux, etc.
- Les citations ne sont pas en italique mais en corps de texte normal. Elles sont entourées par des guillemets français : « et ».
- Les listes à puces sont à éviter, des paragraphes rédigés étant largement préférés. Les tableaux sont à réserver à la présentation de données structurées (résultats, etc.).
- Les appels de note de bas de page (petits chiffres en exposant, introduits par l'outil «  Source ») sont à placer entre la fin de phrase et le point final[comme ça].
- Les liens internes (vers d'autres articles de Wikipédia) sont à choisir avec parcimonie. Créez des liens vers des articles approfondissant le sujet. Les termes génériques sans rapport avec le sujet sont à éviter, ainsi que les répétitions de liens vers un même terme.
- Les liens externes sont à placer uniquement dans une section « Liens externes », à la fin de l'article. Ces liens sont à choisir avec parcimonie suivant les règles définies. Si un lien sert de source à l'article, son insertion dans le texte est à faire par les notes de bas de page.
- La présentation des références doit suivre les conventions bibliographiques. Il est recommandé d'utiliser les modèles {{Ouvrage}}, {{Chapitre}}, {{Article}}, {{Lien web}} et/ou {{Bibliographie}}. Le mode d'édition visuel peut mettre en forme automatiquement les références.
- Insérer une infobox (cadre d'informations à droite) n'est pas obligatoire pour parachever la mise en page.

Pour une aide détaillée, merci de consulter Aide:Wikification.
Si vous pensez que ces points ont été résolus, vous pouvez retirer ce bandeau et améliorer la mise en forme d'un autre article.
 (mai 2023).
L’étude scientifique de l’Histoire des prisons est assez récente. Les informations au sujet des systèmes carcéraux sur le continent asiatique sont limitées. La grande majorité des systèmes carcéraux dans le monde, sont initialement établis dans l’intérêt d’enfermer les condamnés et de les destiner à subir des châtiments dans le but de les punir. La naissance des institutions pénitentiaires dans le monde découle d’une influence de nature religieuse. Le système carcéral devient une institution à caractère répressif au cours du temps. L’intérêt de cette répression est d’ordre social. La population pénitentiaire dans le monde évolue au cours de l’Histoire. L’Histoire des systèmes carcéraux dans le monde s’accompagne de diverses réformes mais aussi de révoltes.
En Afrique, le système carcéral du Burundi entretient un lien avec son passé colonial. L’occupation allemande ainsi que celle belge ont un impact sur le système carcéral burundais. L’établissement de l’enfermement punitif au Burundi est récent. Il existe diverses sanctions au sein du système carcéral burundais avant l’établissement de l’emprisonnement.
En France, la visée de l’enfermement punitif et le taux de criminalité connaissent des évolutions au fil des siècles.
Les prisons ont une place importante au sein du continent Américain. Le taux de détenus et de prisons est élevé. Le système carcéral américain est jugé comme étant l’un des systèmes carcéraux les plus répressifs et violents. Les détenus américains vivent dans des conditions déplorables. Les discriminations sexuelles et raciales sont présentes au sein du système carcéral américain.
En Chine, au XXe siècle, la Réforme par le Travail (en chinois mandarin : Lao Dong Gai Zao ou Lao Gai) est instaurée. Le principe de rééducation est au centre du système carcéral chinois. Trois campagnes de suppression des contre-révolutionnaires ont lieu durant les années 1950.Les délits moraux sont sévèrement condamnés en Chine. La Réforme par le Travail s’appuie sur des stratégies visant à augmenter la productivité des condamnés aux travaux forcés.

## Afrique

### Burundi
L’histoire des prisons burundaises est liée au passé colonial de ce pays. L’enfermement punitif au Burundi débute au XXe siècle. Cette nouvelle forme de sanction prend son origine à la période de l’occupation allemande, entre le XIXe et le XXIe siècle. La première prison du Burundi est construite en 1926 à Gitega. À partir du XXe siècle, l’enfermement punitif au Burundi est banalisé.
Avant l’occupation allemande, les personnes chargées de s’occuper des sanctions sont connues sous le nom de « bashingantahe ». Les différentes sanctions utilisées au Burundi avant l’époque coloniale sont les suivantes : exclusion sociale des coupables, exécutions, confiscation de biens matériels ou fonciers, éloignement géographique ou encore vengeances dans les cas les plus graves. La seule exception dans laquelle le recours à l’enfermement est utilisé à la période pré-coloniale est celle des rois et chefs.
La colonisation allemande a lieu entre 1896 et 1916. Pendant cette période, la détention est le mode de punition officiel. Les Allemands établissent cette nouvelle sanction non pas pour réformer le système carcéral burundais mais pour des raisons politiques. Les châtiments corporels, les déportations et les exécutions font partie du système punitif du Burundi sous l’occupation allemande.
L’Afrique belge débute en 1916. L’occupation belge a un impact considérablement plus fort sur le système carcéral burundais. La discrimination entre les indigènes et les non indigènes au niveau des juridictions qui conduisent à la ségrégation raciale est la principale conséquence de l’occupation belge.

## Europe

### France

#### Contexte
Initialement, les valeurs du système carcéral français reposent sur l’obligation ferme d’infliger des peines uniquement si elles sont nécessaires. La déclaration des droits de l’homme et du citoyen de 1789 souligne l’importance de la légitimité des peines qui se doivent d’être « strictement et évidemment nécessaires ». Les principes du code pénal de 1810 entrent en contradiction avec les idées défendues par la déclaration des droits de l’homme et du citoyen de 1789. Le code pénal de 1810 met en avant les principes de souffrance et d’intimidation au détriment de celui d’amendement. L’objectif premier du système carcéral français devient la répression des crimes et des délits. Dans les alentours du XXe siècle, l’objectif principal du système carcéral français est la réinsertion sociale des détenus.
La hausse du taux de criminalité au XXe siècle est en corrélation avec l’augmentation de l’usage et le trafic de stupéfiants. Le taux de suicide des détenus est un enjeu majeur du système carcéral français. En 1992, le taux de suicide des prisonniers français augmente de 40 % en l’espace d’un an.

#### Population carcérale
La population carcérale française diminue au début du XXe siècle. Elle connaît une hausse inédite à la suite de la Seconde Guerre mondiale. En 1945, l’estimation du nombre de personnes incarcérées s’élève au-dessus de 63 000. À partir de 1949, le taux de prisonniers est de nouveau en baisse. Entre 1954 et 1956 les détenus sont au nombre de 20 000. Entre 1968 et 1976 les effectifs des prisons se stabilisent à environ 30 000 prisonniers.

#### Règles pénitentiaires
L’obligation du port du béret prend fin en 1968. L’interdiction de fumer pour les femmes est levée en 1971. Les restrictions au sujet de la rédaction de lettres prennent fin à la suite des mutineries de 1971 à 1974. À partir de 1987, le travail dans les prisons n’est plus une obligation.

#### Réformes
Entre 1854 et 1938 une loi est érigée dans l’objectif de rendre possible la transportation des détenus hors de la France métropolitaine. Cette législation est mise en place dans le cadre de la condamnation aux travaux forcés. Législation qui donne lieu à la transportation de 40 000 condamnés. À partir de 1885, cette transportation concerne également les détenus ayant effectué plusieurs récidives à l’époque de la République. Durant cette même année, la loi du 14 août permet la naissance de la libération conditionnelle. L’intérêt de cette réformation est d’éviter les risques éventuels de récidive. La création du régime du sursis a lieu en 1891.
Le bagne disparaît à partir du XXe siècle. En 1926, la suppression des tribunaux d’arrondissement occasionne la disparition de 218 maisons d’arrêt ou de correction. La réforme de 1945 est responsable de la « renaissance pénitentiaire » car elle remet au centre des préoccupations des administrations pénitentiaires l’intérêt de l’amendement et le souci du « reclassement social » des détenus. Cette renaissance s’accompagne d’une amélioration au niveau du traitement des détenus. Cette période de l’histoire voit également l’apparition de systèmes, tels que les établissements à régimes ouverts et les régimes de semi-liberté, plus à même de reconnaître la dignité humaine des personnes incarcérées.
Le Code de procédure pénale de 1958 met un frein à ce qui a été qualifié de « renaissance pénitentiaire » en mettant au second plan les principes établis par l’ancienne réforme. Les réformes de 1972 et 1975 contribuent à la suppression de certaines règles carcérale. La généralisation des parloirs a lieu en 1983. La réforme de 1985 sur l’autorisation de la télévision au sein des cellules, confèrent une ouverture des prisons vers l’extérieur. Après la fin du Second Empire, le système carcéral français opte pour le système philadelphien, qui consiste en un emprisonnement cellulaire permanent. Pour des raisons économiques l’isolement permanent s’applique uniquement aux peines inférieures à un an. Les mutineries de 1971 à 1974 participent à l’assouplissement de certaines règles pénitentiaires.
La guerre d’Algérie est un évènement considéré comme étant particulièrement bouleversant pour la France sur le plan carcéral. Cette guerre se caractérise par la quantité colossale d’arrestations qu’elle occasionne. Ce bouleversement marque le XXe siècle jusqu’à l’an 1968. Depuis, l’évasion est considérée comme un manquement au devoir des administrations pénitentiaires. Néanmoins, ce point de vue sur l’évasion ne perdure que jusqu’en 1975.

## Amérique
Les prisons ont une place colossale au sein du continent Américain. La population pénitentiaire américaine augmente au cours de l’histoire. En 2010, les États-Unis représentent 5 % de la population mondiale, néanmoins, ils représentent 25 % de la population carcérale mondiale. En 2012, il y a cinq fois plus de prisonniers que vingt-cinq ans auparavant. Entre la fin du XXe et le début du XXIe siècle, le nombre de prisons américaines connaît une augmentation. En 2012, la Californie possède trente-trois prisons.
L'augmentation des prisons américaines entretient un rapport cohérent avec l’évolution croissante de la part de la population globale au sein de la population carcérale. Cette augmentation ne présente pas de corrélation avec l’évolution du taux de criminalité en Amérique. En 2012, environ 39 % de la population pénale américaine sont condamnées pour acte délictueux sans violence.
Les détenus des prisons connues sous le nom de custodial institutions (en français : établissements pénitentiaires) vivent dans des conditions qualifiées de déplorables. Le manque d’hygiène, les travaux forcés et l’enfermement en psychiatrie font partie des conditions dans lesquelles les prisonniers vivent. Les prisons jouent un rôle important au niveau de l’aspect économique du pays. La plupart des États américains ne pourraient vivre sans l’apport économique non négligeable des prisons. L’économie de l’État de Pennsylvanie, qui possède l’un des taux d’incarcération les plus élevés, dépend majoritairement du système carcéral. Cet État met également en évidence le fait que le système carcéral américain n’a pas d’influence sur le niveau de sécurité. La surpopulation et la mortalité sont des conséquences à prendre en compte au sujet du système carcéral américain.
Un projet de loi est établi par Wagner[Qui ?] dans l’intérêt de réformer le système carcéral américain. L’intention de Wagner est de réduire de 50 % le taux de prisonniers condamnés sans avoir commis d’acte de nature criminelle. Ce projet de loi mentionne la mise en place des libérations sur parole afin de diminuer le taux d’incarcération. Wagner propose une réduction des dépenses budgétaires associées à l’institution carcérale.
La législation « War on Drugs » est mise en place sous le gouvernement Reagan, en 1982. Cette législation s’avère pénalisante pour les femmes noires car elle consiste à rendre plus stricte les règles concernant les délits de stupéfaction. Une seule condamnation pour délit de stupéfaction suffit pour endurer une peine lourde et « incompressible ».

En Amérique, aucun système pénitentiaire propre aux femmes n’existe avant le XIXe siècle. À l’origine, les femmes sont détenues au sein des prisons dans lesquelles les hommes sont aussi enfermés ce qui engendre des conditions affligeantes pour les femmes (abus sexuels, violence physique, personnel uniquement masculin, etc.). Les premières prisons américaines pour femmes sont fondées dans les alentours du XIXe et du XXe siècle, au moment de la guerre de Sécession qui débute en 1862 et prend fin en 1865. Cette époque est marquée par l’accroissement exponentiel du nombre de prisons pour femmes au sein du continent. La première prison pour femmes est établie en 1874, en Indiana, à la suite des mouvements féministes. Cette élaboration est initialement un moyen d’éviter les abus sexuels que les prisonnières endurent au sein des prisons mixtes. En 1940, une vingtaine d’États américains possèdent des prisons de femmes. En matière de politique pénitentiaire, l’un des objectifs des États-Unis est de mettre un frein à la potentielle indépendance économique et politique que les femmes ouvrières peuvent proclamer. Des sanctions spécifiques aux femmes sont mises en place. À cette période, la population carcérale connaît une augmentation de la part des femmes. Le taux d’emprisonnement des femmes en Amérique augmente de 244 % entre 1980 et 1988.
Le taux d’incarcération des Noirs, tous sexes confondus, au sein de la population carcérale américaine est supérieur au pourcentage de Noirs au sein de la population totale. La légalité ou non de l’esclavage au sein des États américains est une variable significative par rapport au taux de Noirs incarcérés. Dans les États où l’esclavage a conservé sa légalité, la part de Noirs au sein de la population carcérale est moindre. Entre 1874 et 1877, le taux d’emprisonnement des Noirs augmente de 300 % en Géorgie et au Mississippi à la suite de l’abolition de l’esclavage. La ségrégation raciale qui suit l’abolition de l’esclavage est l’élément déclencheur de la mise en place d’un système de prisons différenciées. Les custodial institutions sont majoritairement occupées par des femmes noires alors que les reformatories (en français : maison de correction) sont réservées aux femmes blanches.
En 1921, les reformatories sont occupées par 12 % de femmes noires contre 88 % de femmes blanches. Les Noirs sont généralement enfermés pour des délits mineurs alors que les Blancs sont détenus pour des délits graves. L’homicide pour violences conjugales est l’une des principales causes d’enfermement des femmes noires. Au début du XIXe siècle, la proportion de femmes noires au sein de la population pénitentiaire est plus importante que celle des hommes noirs. Entre 1797 et 1801 à New York, le pourcentage de prisonnières noires s’élève au nombre de 44 % alors que celui des prisonniers noirs est de 24 %. Au XXIe siècle, la part d’immigrés clandestins au sein de la population carcérale américaine est significative. En 2002, les prisonniers immigrés clandestins sont au nombre de 20 000 parmi les 157 979 prisonniers recensés.

## Asie

### Chine

#### Contexte
Le Lao Dong Gai Zao, connu sous sa forme abrégée Lao Gai (en français : Réforme par le Travail), est une institution chinoise issue du parti communiste qui s’établit au XXe siècle, à la suite de la victoire de la révolution de 1949. Cette institution, qui consiste notamment à l’implantation de camps de travail et de déportation, s’avère être plus efficace que les systèmes de travail forcés établis dans d’autres territoires tel que celui de l’Union des Républiques Socialistes Soviétiques (URSS). La Libération se tient le 30 janvier 1949. Le 1er octobre de la même année, la République populaire de Chine est proclamée. En 1951, une première campagne a lieu dans l’intérêt d’éliminer les contre-révolutionnaires. Cette période est marquée par de nombreux procès qui conduisent à une quantité importante d’exécutions. Le nombre d’exécutions par jour le plus élevé s’estime à 99 exécutés. Cet évènement donne lieu à une augmentation de la population dans les camps. Une seconde campagne se tient en 1955. L’opération des Cent Fleurs est lancée par Mao Zedong dans le but de laisser le peuple s’exprimer librement sur la politique du gouvernement. La campagne de Rectification débute en 1956 et prend fin en décembre 1957. Cette campagne est présentée un moyen de lutter contre les idéologies de droite.

#### Système pénitentiaire
En Chine, la prison est avant tout à l’image d’une école. Elle vise principalement la correction des fautes des condamnés. Le système pénitentiaire chinois ne repose pas sur le principe d’emprisonner pour punir mais bien plus sur celui de préparer le condamné à devenir un meilleur citoyen et plus particulièrement, lorsqu’il s’agit de prisonniers politiques, de rééduquer des comportements jugés contraires à l’idéologie communiste. Les condamnés du Lao Gai sont au nombre de 16 millions. Les contre-révolutionnaires incarcérés sont divisés en deux catégories : les prisonniers ayant eu un passé de nature contre-révolutionnaire avant la Libération et ceux ayant eu des activités à caractère contre-révolutionnaire depuis la Libération. La prison Complexe Industriel du Clair Ruisseau, située à Pékin, est l’une des prisons les plus progressistes en matière de politique pénitentiaire.
Les Chinois communistes sont les premiers à élaborer les stratégies les plus sophistiquées en matière de politique pénitentiaire. Les condamnés à la Réforme par le Travail ne subissent pas de mauvais traitements. La politique pénitentiaire de la Chine communiste est conforme au principe selon lequel les mauvais traitements physiques et moraux infligés aux prisonniers sont contraires à la volonté d’extorquer la productivité de ces derniers. Donner une ration de nourriture proportionnelle à la productivité des travailleurs est l’une des techniques utilisées afin de rendre l’institution pénitentiaire chinoise profitable sur le plan économique. Le principe de « surveillance mutuelle » instauré au sein des prisons chinoises s’est avéré être un excellent moyen d’assurer l’autodiscipline de chacun des prisonniers. Ce système de « surveillance mutuelle » donne lieu à des remontrances régulières entre prisonniers pouvant prendre la forme de « discours d’admonestation » et d’accusations. Le Lao Gai repose sur des principes méritocratiques basés sur la valorisation de l’aveu pour motiver les prisonniers. La Réforme par le Travail vise l’obtention d’une soumission librement consentie de la part des condamnés afin de mieux exploiter leur productivité. Les techniques utilisées par le Lao Gai sont assimilables à celle du « lavage de cerveau ». La peine de mort avec deux ans de sursis est une invention de la Chine communiste qui sert à assurer l’attitude irréprochable et disciplinée des détenus. Le principal fléau des camps de travaux forcés chinois est celui de la faim. La période entre 1957 et 1964 est marquée par un manque de nourriture au sein des prisons et des camps de travail. À cette période, les détenus disposent de seulement deux repas par jour. La nourriture est donnée en très faible quantité. « L’Épreuve » est une autre invention d’origine chinoise qui consiste en un harcèlement physique et moral de la part des prisonniers envers un de leurs codétenus. Que ce soit quelques jours ou une semaine, L’Épreuve peut durer indéfiniment dans le temps. La prison en Chine comporte un caractère total et permanent. Les condamnés aux travaux forcés sont destinés à travailler pour Mao jusqu’à la fin de leur vie. À la fin de sa peine, le détenu passe du statut de « prisonnier » au statut de « travailleur libre » sans pour autant s’être émancipé de la Réforme par le travail. Il poursuit les travaux forcés et ce qu’on peut appeler les privilèges dont le travailleur libre dispose vis-à-vis des prisonniers ne fait pas pour autant de lui un homme libre. Les travailleurs libres sont considérés comme des coupables qui se doivent de payer pour ce qu’ils ont fait bien que leurs aveux aient été pris en compte durant leur peine. Le caractère permanent des postes de travaux forcés s’explique par des raisons économiques. Le fait de conserver les travailleurs de la Réforme par le Travail permet d’assurer l’intérêt économique dont le gouvernement chinois bénéficie.

#### Criminalité et délit
Au XXe siècle, la délinquance juvénile fait l’objet d’un enjeu majeur du système carcéral chinois. Une importante part de jeunes fuient les champs pour rejoindre les villes avec comme seul moyen de survie la pratique du vol. Pour ce qui est de la criminalité adulte, le détournement de fonds, le viol, l’adultère ou encore l’homosexualité sont les principales raisons de condamnation. Les délits moraux sont sévèrement punis en Chine. La sodomie, le viol et l’homosexualité peuvent être passibles de peine de mort. Les prisons et camps de travail chinois rencontrent très peu de problèmes au sujet de la sexualité car l’épuisement physique, la faim et la sévérité des peines liés aux délits moraux en sont les principaux freins. Les délits politiques, peuvent être passibles de longues peines d’emprisonnement.

#### Procédure pénale
L’une des principales caractéristiques de la procédure pénale chinoise consiste à accorder une importance particulière à l’aveu du coupable. Les interrogatoires sont particulièrement long et peuvent durer jusqu’à plusieurs mois. La résistance à un aveu entraîne des conséquences sévères de même que les méthodes d’interrogation sont sophistiquées au plus haut point. L’un des principaux objectifs de l’interrogatoire et de faire culpabiliser le condamné et de le conduire au désespoir. Les prisonniers sont dépourvus de droit face à leur condamnation. Ils ne peuvent pas faire appel à un avocat et n’ont pas le droit à un procès. Ce qui explique la rapidité du jugement. Après avoir clos la phase interrogatoire, tous les détenus passent par le Centre de Transit avant toute condamnation ou redirection vers un camp de travail.

#### Quotidien des prisonniers
Les journées d’un prisonnier en camp de travaux forcés en Chine reposent sur la méditation au sujet des erreurs commises et l’étude de l’idéologie communiste qui donne lieu à un examen par trimestre. Les relations entre prisonniers s’accompagnent généralement de solidarité, d’amitié et même de liberté malgré les sorts affligeants qu’ils sont parfois contraints de se faire vivre mutuellement lors des campagnes de dénonciation notamment. Certains points entre les prisons en Chine et dans d’autres pays d’Occident restent similaires. Les prisonniers chinois ont le droit de recevoir des visites et d’envoyer des lettres à l’extérieur.